# Flipper
Flipper (МФА: [ˈflɪpər]) — панк-группа родом из города Сан-Франциско, штат Калифорния, США, сформировавшаяся в 1979 году и, со значительными перерывами, функционирующая по сей день. Известна своим новаторским для своего времени подходом к панк-музыке: грязным и диссонирующим, крайне искажённым гитарным звучанием, своеобразной техникой игры, замедленным темпом, привнесением в панк элементов фри-джаза и нойза, а также жёсткими экзистенциальными текстами. Считается одной из первых нойз-рок-групп, оказала значительное влияние на возникновение стилей сладж и гранж, в частности, на такие коллективы, как Melvins и Nirvana.

## История группы
Группа была образована в апреле 1979 года Джимом Хангри, Рики Уильямсом, ветераном вьетнамской войны Тедом Фалькони, Уиллом Шаттером и Бобом Стилером в Сан-Франциско, Калифорния. Первое выступление группы, которая была представлена как John Doe Band, состоялось в парке «Золотые ворота» совместно с The Verses. После дебютного выступления Хангри и Стилер покинули коллектив, и на место пришли Брюс Луз и Стив ДиПейс. Луз, однако, после нескольких репетиций из-за личных проблем ушёл из коллектива, который к тому времени изменил название на Flipper и обзавёлся логотипом.

Логотип Flipper

«У него [Рики Уильямса] было 7-8 животных — кролик, птица, рыбка… — и всех их звали Флиппер! Думаю, всё началось с рыбки… Отсюда и появилось название. Уиллу оно понравилось, так как не было типичным открыто-выраженным для панк-рока. Когда я нарисовал граффити, я нарисовал рыбу с зубами и перечёркнутыми глазами — пьяный, обдолбанный, комиксный вид» — Тед Фалькони.
Оригинальный текст (англ.)He had about 7-8 pets - rabbit, bird, fish, etc., and their name was Flipper...all of them! I think that it started with his fish...anyway, that is where the name came from. Will liked it because it wasn’t an 'in your face' punk name. When I did the graffiti of it, I did the fish with teeth and the crossed out eyes – drunk, stoned, comic book look.

Через несколько месяцев Брюс, который вернулся из Портленда, посетил выступление Flipper в клубе «The Deaf Club», где заменил отсутствовавшего вокалиста Рики Уильямса, который спустя некоторое время был исключён из группы. Свою первую запись, песню «Earthworm», новый состав выпустил на сборнике SF Underground, который вышел на лейбле Subterranean Records в 1979 году. В конце октября 1980 года Flipper записали свой первый сингл «Ha Ha Ha» с песней «Love Canal» на обратной стороне. Кроме этого, были записаны «(I Saw You) Shine», «Shed No Tears» и по сей день невыпущенная «Boom Boom Boom», которая позже была записана группой Шаттера Any Three Initials, но так же осталась невыпущенной. В 1981 году выходит следующий сингл «Sex Bomb», содержащий «Brainwash» на обратной стороне. Заглавная песня, с минималистской лирикой, состоящей лишь из одной строчки и «потрясающим битом, под который вы просто не можете не танцевать» прославил группу в среде панк-рокеров, а спустя годы музыкальный сайт AllMusic назвал «Sex Bomb» «ближайшим когда-либо созданным творением панка 80-х […] к гениальности “Louie Louie” группы The Kingsmen». В 1982 году Flipper выпустили свой первый студийный альбом, озаглавленный просто Album, после которого был выпущен очередной сингл «Get Away».
Группа регулярно выступала в округе Сан-Франциско, благодаря чему получила много поклонников. В то же время их уникальное тягучее и грубое звучание вызывало недоброжелательность со стороны остальных участников местной музыкальной сцены, особенно с бурным ростом популярности хардкора, песни которого зачастую имели быстрый темп. Марк Арм, который на то время являлся участником «наихудшей группы в мире» Mr. Epp and the Calculations, заявил, что очарование Flipper заключалось в том, что своим звучанием они могли расстроить публику, но в тот же момент привлечь к себе пристальное внимание. Одним из способов продвижения группы являлось то, что её участники расписывали стены слоганом «Flipper rules» по всему Сан-Франциско.
Со временем, по истечении туров, классический состав начал распадаться, а основной член группы Уилл Шаттер, умер 9 декабря 1987 года из-за передозировки героина, вскоре после того, как основал группу Any Three Initials.

Крист Новоселич и Брюс Луз, 2007 год

Первое воссоединение группы произошло в январе 1990 года. Место Шаттера занял Джон Догерти, с которым группа выпустила сингл «Someday», а после была подписана на лейбл Рика Рубина Def American. 12 января 1993 года группа выпустила свой третий студийный альбом, American Grafishy, звучание которого несколько отличалось от предыдущих работ коллектива, и поэтому успех был ограничен. Позже в этом году Луз попал в автокатастрофу, которая сильно повредила его позвоночник, что обернулось для группы очередным распадом. 31 октября 1997 года, Догерти, как и Уилл Шаттер, умер по причине передозировки героина, а несколькими годами ранее та же судьба постигла первого вокалиста группы Рики Уильямса, благодаря которому коллектив получил своё нынешнее название. В интервью журналу SF Weekly, Луз сравнил историю Flipper с историей вымышленной рок-группы Spın̈al Tap, «но только [вместо ударников] у нас умирают бас-гитаристы».
В 2005 году участники первоначального состава группы, за исключением покойного Уилла Шаттера (который был заменен Бруно ДеСмартасом), воссоединились для поддержки музыкального клуба CBGB 22 и 28 августа.

Flipper в 2012 году
Слева направо: Рашель Телье, Тед Фалькони, Стив ДиПейс, Брюс Луз

В декабре 2006 года к группе присоединился бывший бас-гитарист гранж-группы Nirvana Крист Новоселич, так как несколькими месяцами ранее из коллектива ушёл ДеМартинс, «стоящий на ногах и всё ещё дышащий». С Новоселичем группа выступила на фестивале «All Tomorrows Parties», а также провела тур по Великобритании и Ирландии совместно с Melvins. 19 мая 2009 года в продажу поступили два альбома Flipper — концертный «Fight» и студийный «Love», который был прозван «злым близнецом» первого. Оба альбома были спродюсированы сиэтлским продюсером Джеком Эндино.
Предшествуя осеннему туру группы 2009 года, Новоселич ушёл из группы и его место заняла Рашель Телье, бывшая участница Frightwig.

## Влияние на других музыкантов
Курт Кобейн был большим фанатом Flipper, и носил собственноручно сделанную футболку с названием и логотипом группы, которую можно увидеть на первом выступлении Nirvana на передаче «Субботним вечером в прямом эфире» в январе 1992 года, а также в музыкальном видео Come as You Are.
В документальном фильме American Hardcore, несмотря на отрицания группы, Моби утверждал, что играл в группе два дня, пока Уилл Шаттер сидел в тюрьме, потому, что он «знал все их песни».
Генри Роллинз, в своей книге Get in the Van, так описал Flipper: «Они были „тяжелые”. Тяжелее, чем вы. Тяжелее, чем что-либо… Они играли потрясающе».

## Участники группы
Первый состав (1979)
- Рики Уильямс — вокал
- Джим Хангри — лид-гитара
- Тед Фалькони — ритм-гитара
- Уилл Шаттер — бас-гитара
- Боб Стилер — ударные

Второй состав (1979)
- Рики Уильямс — вокал
- Тед Фалькони — гитара
- Уилл Шаттер — бас-гитара, вокал
- Стив ДиПейс — ударные

Третий состав (1979—1987)
- Уилл Шаттер — вокал, бас-гитара
- Брюс Луз — вокал, бас-гитара
- Тед Фалькони — гитара
- Стив ДиПейс — ударные

Четвёртый состав (1990—1993)
- Брюс Луз — вокал, бас-гитара
- Джон Доугерти — бас-гитара, вокал
- Тед Фалькони — гитара
- Стив ДиПейс — ударные

Пятый состав (2005—2006)
- Брюс Луз — вокал, бас-гитара
- Бруно ДеМартис — бас-гитара, вокал (1983: бас-гитара, гитара)
- Тед Фалькони — гитара
- Стив ДиПейс — ударные

Шестой состав (2006—2009)
- Брюс Луз — вокал
- Крист Новоселич — бас-гитара, бэк-вокал
- Тед Фалькони — гитара
- Стив ДиПейс — ударные

Седьмой состав (2009 — нынешнее время)
- Брюс Луз — вокал, бас-гитара
- Рашель Телье — бас-гитара, вокал
- Тед Фалькони — гитара
- Стив ДиПейс — ударные

## Дискография

### Студийные альбомы
| Название                | Год  | Лейбл                                                          |
| Album — Generic Flipper | 1982 | Subterranean Records, переиздан на лейбле Water Records в 2008 |
| Gone Fishin'            | 1984 | Subterranean Records, переиздан на лейбле Water Records в 2008 |
| American Grafishy       | 1993 | Def American                                                   |
| Love                    | 2009 | FLIPPER                                                        |

### Концертные альбомы
| Название                              | Год  | Лейбл                                                          |
| Blow'n Chunks                         | 1984 | ROIR                                                           |
| Public Flipper Limited Live 1980-1985 | 1986 | Subterranean Records, переиздан на лейбле Water Records в 2008 |
| Nürnberg Fish Trials                  | 1991 | Musical Tragedies                                              |
| Live at CBGB's 1983                   | 1997 | Overground                                                     |
| Fight                                 | 2009 | MVDaudio                                                       |

### Синглы
| Название                                                   | Год  | Лейбл                               |
| Love Canal/Ha Ha Ha                                        | 1980 | Subterranean Records                |
| Sex Bomb/Brainwash                                         | 1981 | Subterranean Records                |
| Get Away/The Old Lady Who Swallowed a Fly                  | 1982 | Subterranean Records                |
| Someday/Distant Illusion                                   | 1990 | Subterranean Records                |
| Flipper Twist/Fucked Up Once Again                         | 1992 | Matador Records                     |
| Sex Bomb (remix)/Falconi's Horn Concerto in D-Fault (live) | 1993 | Teen Sensation Records/Def American |

### Сборники
| Название      | Год  | Лейбл |
| Sex Bomb Baby | 1988 | Subterranean Records, переиздан на лейбле Infinite Zero Archive/American Recordings в 1995; также переиздан на Water Records в 2008 |

### DVD
| Название                           | Год              | Лейбл                    |
| Flipper Live: Target Video 1980—81 | 19 февраля, 2008 | Music Video Distributors |